# Wulf-Paul Werner
Wulf-Paul Werner (* 19. Januar 1955 in Stuttgart; † 2. Februar 2005 in Zwickau) war ein deutscher Kommunalpolitiker und Bürgermeister für das Dezernat Bauverwaltung der Stadt Zwickau.
Wulf-Paul Werner studierte von 1976 bis 1981 Ökonomie; nach einem Fernstudium von 1982 bis 1988 wurde er Diplomjurist. Er war von 1974 bis 1988 beruflich in Radebeul tätig, 1988/1989 als Justitiar in Dresden. 1990/1991 absolvierte er einen juristischen Vorbereitungsdienst am Landgericht Kiel. Von 1991 bis 2001 war er in verschiedenen Bereichen der Bauverwaltung in der Landeshauptstadt Dresden beschäftigt. Am 16. September 2001 trat er sein Amt als Bürgermeister an, verantwortlich für das Baudezernat. Im Juni 2003 scheiterte ein Abwahlantrag des Stadtrates wegen des Verdachts der Untreue, allerdings wurden seine Kompetenzen stark beschnitten. Der Untreueverdacht konnte nie erhärtet werden. 
Nach langer schwerer Krankheit starb Wulf-Paul Werner am 2. Februar 2005.